# Martina Münch
Martina Münch, née le 29 décembre 1961 à Heidelberg, est une femme politique allemande faisant partie du Parti social-démocrate d'Allemagne (SPD). Elle est ministre de la Science du Brandebourg de 2009 à 2011, de 2016 à 2019, puis ministre de l'Éducation de 2011 à 2014.

## Biographie

### Une longue formation de médecin
Elle adhère au SPD en 1978 et passe son Abitur deux ans plus tard à Mannheim. Elle entreprend ensuite des études supérieures de médecine qu'elle effectue à Heidelberg, Hambourg, Londres, aux États-Unis.
Elle les achève en 1987 et obtient l'année suivante un doctorat après avoir soutenu une thèse sur la schizophrénie. Elle commence alors à travailler comme médecin et associée de recherche à la clinique Rudolf-Virchow de Berlin.

### Débuts en politique
Elle renonce à ce poste au profit d'un congé parental en 1995.
Elle obtient son premier mandat politique en tant que conseillère municipale de Cottbus en 1998. Six ans plus tard, aux élections régionales de 2004, elle est élue députée au Landtag du Brandebourg, où elle prend la présidence de la commission de la Science, de la Recherche et de la Culture.

### Ascension et ministre
Elle est désignée vice-présidente de la fédération du SPD du Brandebourg en 2006.
Le 6 novembre 2009, Martina Münch est nommée ministre de la Science, de la Recherche et de la Culture dans le gouvernement de coalition rouge-rouge du ministre-président social-démocrate Matthias Platzeck. Elle prend la succession de Holger Rupprecht au poste de ministre de l'Éducation, de la Jeunesse et des Sports le 23 février 2011.
Elle quitte le gouvernement à l'issue de son mandat le 5 novembre 2014, son poste revenant à Günter Baaske, jusqu'à présent ministre du Travail.

### Vie privée
Fille du député du Bade-Wurtemberg Herbert Münch, elle vit à Cottbus depuis 1995, à la suite d'un déménagement professionnel. Elle est mariée et mère de sept enfants.